# Попов, Андрей Юрьевич
Андре́й Ю́рьевич Попо́в (род. 28 января 1973 года) — российский культурист, мастер спорта России по бодибилдингу (IFBB), абсолютный чемпион Кубка России по бодибилдингу 2018 (IFBB), чемпион России по бодибилдингу 2011 года (IFBB), чемпион мира по фитнесу 2002 (WFF), чемпион Европы по фитнесу 2004 (WFF).

## Биография
Андрей Юрьевич Попов родился 28 января 1973 года в городе Щёкино Тульской области, где и прожил до 7 лет. Там же пошёл в школу. Затем семья Поповых переехала в Гродно, Беларусь, где Андрей продолжил учиться со 2-го по 9-й классы средней школы. В 10-й класс он пошёл в Москве, где и проживает с 1988 года по настоящее время.
В 1995 году Попов окончил МГТУ им. Н. Э. Баумана (1989—1995), факультет «Робототехника и комплексная автоматизация», кафедра «Подъемно-транспортные системы и механизмы». Долгое время работал в сфере авиаперевозок и туристических услуг. Начиная с 2008 года работает в сфере продажи спортивного питания, на данный момент владелец и генеральный директор интернет-магазина fitmag.ru.

### Увлечение бодибилдингом
Заниматься бодибилдингом Андрей Попов начал на первой массовой волне увлечения фильмами с Арнольдом Шварценеггером, которая докатилась до Советского Союза в 1987 году. Как вспоминал сам Андрей, очень скоро бодибилдинг стал модным увлечением и количество желающих заниматься намного превышало возможности подвального зала, в котором проходили занятия.
Андрею приходилось разрываться между занятиями в тренажёрном зале и биатлоном, хотя в последнем он серьёзных успехов не достиг (за вычетом первого разряда и участия в первенстве вузов). В итоге, во время обучения в МГТУ им. Н. Э. Баумана Андрей окончательно бросил биатлон и начал заниматься пауэрлифтингом, попав в сборную своего вуза. Через полгода выступил на соревнованиях и занял восьмое место на первенстве вузов города Москвы.
Уже через год он выполнил норматив КМСа и занял третье место. На протяжении трёх лет несколько раз был призёром города Москвы по пауэрлифтингу. Однако заниматься Андрей мечтал бодибилдингом, чему препятствовало обучение в институте: соревновательный сезон совпадал с сессией. По окончании института в 1995 году Попов женился, нашёл работу, отложив реализацию своей мечты до лучших времён.
После того как он добился успехов в бизнесе, став директором филиала крупной транспортно-туристической компании, жизнь приобрела размеренный характер, и Попов начал подыскивать спортивный клуб для занятий с отягощениями. По случайному стечению обстоятельств он стал заниматься в спортклубе, где в то время тренировалась сборная Москвы по бодибилдингу и фитнесу федерации РАББА.

### Профессиональная карьера
Первые профессиональные соревнования Попова прошли неудачно: на кубке России, по версии РАББА, он занял последнее место. Однако спортсмен сделал выводы для себя и в следующий раз выступил удачней. Затем Попов выступал в федерации WFF, стал там чемпионом России (2002), Европы (2004) и мира (2002), а также в паре со Светланой Пугачевой выиграл Чемпионат Мира (2002) и завоевал титул мистер фитнес Юниверс (2004). Оставив WFF как самую слабую по уровню федерацию, он перешёл в самую сильную из них, а именно в IFBB, которая официально признана Министерством спорта России. Именно эта федерация проводит самый известный и престижный турнир Мистер Олимпия, где в своё время побеждал Арнольд, который и сейчас проводит второй по мировой значимости турнир Арнольд Классик под эгидой этой федерации. Победы на чемпионатах Европы и Мира именно этой федерации являются основанием для присвоения официальных званий мастеров спорта международного класса и заслуженных мастеров спорта Министерством спорта, туризма и молодежной политики Российской Федерации.
Завоевав все титулы в WFF, в IFBB Попов стал последним на чемпионате Москвы 2006 года. Но затем, от сезона к сезону, спортсмен набирал форму и занимал позиции всё выше и выше: в 2008 году он победил на чемпионате Юга России, затем стал чемпионом Урала (2009), несколько раз становился призёром Москвы и в 2011 году выиграл чемпионат России (IFBB).
Занимал 24 место в рейтинге лучших российских бодибилдеров по версии журнала «Геркулес» 2011 году.
В 2012—2013 годах был Главным Арбитром «Шоу Российских Рекордов» на канале ДТВ.
В 2016 году был ведущим рубрики «Железное Утро» на канале МатчТВ в программе «Ты можешь больше!»
В качестве наставника, 3 сезона участвовал в проекте «Теперь Ты в Теме», а в 2016 году стал победителем этого проекта.

## Достижения
Кубок России (ФБФР) по бодибилдингу / 2018:
- мастера-мужчины старше 40 лет свыше 90 кг — ;
- мастера-мужчины абсолютная — ;

Кубок ЦФО по бодибилдингу / 2018
- ветераны абсолютная — ;
- мужчины до 95 кг — ;

Кубок Москвы по бодибилдингу / 2017
- ветераны абсолютная — ;
- мужчины до 100 кг — ;

Кубок ЦФО по бодибилдингу / 2017
- ветераны до 50 лет абсолютная — ;
- мужчины до 100 кг — ;
- мужчины абсолютная — ;

 Кубок России (ФБФР) по бодибилдингу, мастера-мужчины старше 40 лет свыше 90 кг / 2017 — ;
Кубок ЮФО «Самсон-39» по бодибилдингу мужчины до 100 кг / 2015 — ;
Кубок Москвы по бодибилдингу / 2016
- ветераны абсолютная — ;
- мужчины до 100 кг — ;

 Кубок России (ФБФР) по бодибилдингу / 2016:
- мастера-мужчины старше 40 лет свыше 90 кг — ;
- мужчины до 100 кг — ;

Кубок ЦФО по бодибилдингу / 2016
- мастера-мужчины до 50 лет абсолютная — ;
- мужчины до 100 кг — ;

Кубок Московской области (IFBB) по бодибилдингу, мастера-мужчины абсолютная / 2015 — ;
Кубок Москвы по бодибилдингу / 2015
- мастера-мужчины абсолютная— ;
- мужчины до 95 кг — ;

 Кубок России (ФБФР) по бодибилдингу, мужчины до 95 кг / 2014 — ;
Кубок Москвы по бодибилдингу / 2014
- мастера-мужчины абсолютная — ;
- мужчины до 95 кг — ;

Кубок Московской области (IFBB) по бодибилдингу, мастера-мужчины абсолютная / 2014 — ;
Чемпионат Москвы по бодибилдингу / 2013
- мастера-мужчины абсолютная — ;
- мужчины до 95 кг — ;

Чемпионат Татарстана (IFBB) по бодибилдингу, мужчины свыше 90 кг / 2013 — ;
- Мастер спорта России по бодибилдингу (IFBB) приказ № 161-нг Минспорттуризм России[9];
- Чемпион Подмосковья 2011 (победитель Открытого Первенства и Кубка Московской области по Бодибилдингу, Фитнесу, Бодифитнесу 2011, IFBB), категория до 90 кг, 01.05.2011
- Чемпион России по Бодибилдингу 2011 (победитель 24-го Открытого Кубка России и 10-го Кубка Восточной Европы по бодибилдингу, фитнесу и бодифитнесу 2011, IFBB), категория до 90 кг, 23.04.2011[6]
- Вице-чемпион Открытого Кубка Москвы по Бодибилдингу и Фитнесу (Кубок Центрального ФО) 2011 (IFBB), категория до 100 кг, 16.04.2011
- Призёр Открытого Чемпионата России по бодибилдингу, фитнесу и бодифитнесу (8-й чемпионат Восточной Европы) 2009 (IFBB), категория до 90 кг.
- Чемпион Открытого Чемпионата УрФО (чемпион Урала) по бодибилдингу, фитнесу и бодифитнесу 2009 (IFBB), категория до 100 кг.
- Призёр Чемпионата Москвы по бодибилдингу и фитнесу 2009 (IFBB), категория до 90 кг.
- Чемпион Открытого лично-командного Чемпионата Краснодарского края по культуризму и фитнес-спорту (Чемпионат Юга России «Самсон-31») 2008 (IFBB), категория 100+ кг.[5]
- Вице-чемпион Открытого Первенства и Кубка г. Москвы по Бодибилдингу и Фитнесу (Кубок Центрального ФО) 2008 (IFBB), категория до 90 кг.
- Вице-чемпион Открытого Кубка Московской области по Бодибилдингу и Фитнесу 2008 (IFBB), категория до 90 кг.
- Призёр Открытого лично-командного Кубка Санкт-Петербурга и Ленинградской области по бодибилдингу, фитнесу и бодифитнесу (кубок Северо-Запада России) 2008 (IFBB), категория до 100 кг.
- Призёр Открытого Чемпионата Юга России по бодибилдингу 2006 (IFBB), категория до 100 кг.
- Мистер фитнес Юниверс 2004 в парах (WFF)[3]
- Чемпион Мира по фитнесу 2002 (в двух категориях) (WFF)[2]
- Чемпион Европы по фитнесу 2004 (WFF)[1]
- Вице-чемпион открытого кубка России по бодибилдингу 2001 (WABBA)
- Чемпион России по фитнесу 2001 (WFF)
- Победитель международного турнира «Янтарный приз» 2004 (WFF)
- Победитель Открытого Кубка Москвы по Силовому Экстриму среди любителей 2006 года (P.L.S.E.)
- Призёр чемпионатов Москвы по пауэрлифтингу (1992—1995)